# Eetu Elo
Eetu Elo (ur. 18 czerwca 1996 w Kuusankoski) – fiński hokeista.

## Kariera
- KooKoo U16 (2010-2012)
- KooKoo U18 (2011-2013)
- KooKoo U20 (2012/2013)
- KooKoo 65 (2012/2013)
- Pelicans U18 (2013-2014)
- Pelicans U20 (2013-2016)
- Peliitat (2015-2018)
- TuTo (2018-2020)
- Ciarko STS Sanok (2020-2021)
- HDD Jesenice (2021-2022)
- MAC Budapeszt (2022-)

Wychowanek klubu KooKoo. Karierę rozwijał w zespołach juniorskich tego klubu. Od 2013 grał w drużynach juniorskich Pelicans Lahti. Stamtąd na początku stycznia 2016 został wypożyczony do Peliitat w sezonach ligi Mestis 2015/2016 i 2016/2017. a w edycji 2017/2018 był już etatowym zawodnikiem. Od czerwca 2018 do 2020 reprezentował TuTo. W sierpniu 2020 został zaangażowany przez STS Sanok w rozgrywkach Polskiej Hokej Ligi. W lipcu 2021 przeszedł do słoweńskiej drużyny HDD Jesenice, występującej w międzynarodowych rozgrywkach Alps Hockey League. W czerwcu 2022 przeszedł do węgierskiego MAC.
W sezonie 2015/2016 występował w reprezentacji juniorów do lat 20. W juniorskich drużynach Pelicans, potem w Peliitat, STS Sanok, HDD Jesenice, MAC Budapeszt grał wspólnie ze swoim rodakiem Jesperim Viikilä.

## Sukcesy
Klubowe
- Brązowy medal Mestis: 2019 z TuTo
- Srebrny medal Alps Hockey League: 2022 z HDD Jesenice

Indywidualne
- Mestis (2016/2017):
  - Pierwsze miejsce w klasyfikacji strzelców wśród debiutantów w sezonie zasadniczym: 15 goli